# 広宣流布
広宣流布（こうせんるふ）は、法華経の教えを広く宣（の）べて流布すること。略して広布（こうふ）ともいう。日蓮系各派では、この語を「日蓮（自派）の教えを広める」という意味で用いている 。

## 法華経
鳩摩羅什訳妙法蓮華経薬王菩薩本事品第二十三の、「是故宿王華　以此薬王菩薩本事品　嘱累於汝　我滅度後　後五百歳中　広宣流布　於閻浮提　無令断絶　悪魔魔民 諸天　龍　夜叉　鳩槃荼等　得其便也」が由来。

### 訓読
- 「是の故に宿王華、此の薬王菩薩本事品を以って汝に嘱累す。我が滅度の後後の五百歳[注釈 1]の中、閻浮提に広宣流布して、断絶して悪魔・魔民・諸天・龍・夜叉・鳩槃荼等に其の便り[注釈 2]を得せしむることなかれ。」[3]

### 現代語訳
- 「それゆえに、"星宿の王によって花で飾られた神通を持つもの"（宿王華）よ、〔恐るべき〕後の時代、後の情況において、後の五百〔年〕が進行している間に、このジャンブー州（閻浮提）において〔この章〕が流布して、消失〔する〕に到ることがないように、また魔のパーピーヤス（波旬）がつけ入る機会を得ることがない〔ように〕、魔の集団に属する神々たちも、龍たちも、ヤクシャ（夜叉）たちも、ガンダルヴァ（乾闥婆）たちも、クンバーンダ（鳩槃荼）たちもつけ入る機会を得ることがない〔ように〕、私はこの『"あらゆる衆生が喜んで見るもの"（一切衆生喜見）という偉大な人である菩薩の過去との結びつき』章を付嘱しよう。」[4]
- 「従って、ナクシャトラ＝ラージャ＝サンクスミタ＝アビジュニャよ、偉大な志を持つ弘法者「サルヴァサットヴァ＝プリヤダルシャナの前世の因縁」の章が最後の時であり最後の機会である最後の五十年が経過している間に、このジャンブ＝ドゥヴィーパに行われて、消滅しないように、また魔王パーピーヤス（波旬）が襲撃の機会を得ず、悪魔の眷属や神や、竜、ヤクシャ、ガンダルヴァ、クンバーンダどもが襲撃の機会を得ないように、余はそれを汝に委ねよう。」[5]

## 記述
日蓮が残した文書のうち「広宣流布」という単語が出てくる記述を、上記薬王菩薩本事品を引用する部分を除いて例示すれば、以下の通り。
- 「剰へ広宣流布の時は、日本一同に南無妙法蓮華経と唱へん事は大地を的とするなるべし」（『諸法実相抄』[6]）
- 「是悪比丘為利養故不能広宣流布是経。」（『守護国家論』[7][8]）
- 「広宣流布の妄語となるべきか。」（『開目抄』[9][10]）
- 「指広宣流布之時歟。」（『顕仏未来記』[11][12]）
- 「遠後五百歳広宣流布無疑者歟。」（『聖人知三世事』[13][14]）
- 「今日本国に弥陀称名を四衆の口々に唱がごとく広宣流布せさせ給べきなり。」（『撰時抄』[15][16]）

現在の日蓮教団が「広宣流布」に関連した話の典拠とする、日蓮が残した文書を例示すれば、以下の通り。
- 「日蓮が慈悲曠大ならば南無妙法蓮華経は万年の外未来までもながるべし。」（『報恩抄』[17][18]）[19][20][21]
- 「今生には不祥の災難を払ひ長生の術を得、人法共に不老不死之理顕れん時を各各御覧ぜよ。」（『如説修行鈔』[22][23]）[1][24]

## 解釈

### 日蓮宗
日蓮宗における広宣流布とは、「後の五百歳」を「末法の時代の始めの五〇〇年」と位置付け、この期間に『法華経』が「最も広く流布されることを説いたもの」とすることを言う。上記薬王菩薩本事品の他に普賢菩薩勧発品第二十八「如来の滅後に於て閻浮提の内に、広く流布せしめて断絶せざらしめん」も引用し、この部分に日蓮が早くから注目し、当時の「日本国に起る様々な天変地異は法華経広宣流布の瑞相と公言した」としている。この広宣流布が実現したときの様子を上記『如説修行鈔』の一部を引用して述べ、実現のための戒めに「いかに強敵重なるとも、ゆめゆめ退する心なかれ、恐るゝ心なかれ」と示されたとする。

### 日蓮正宗
日蓮正宗における広宣流布とは、日本国の全人口の3分の1以上の人が、戒壇の御本尊に純真・確実な信心をもって題目を異口同音に唱えることができた時という判断基準が明示されている。
日蓮正宗第66世法主細井日達は、1974年（昭和49年）11月17日、創価学会の本部総会において、広宣流布の定義につき、「日本国全人口の三分の一以上の人が、本門事の戒壇の御本尊に純粋な、しかも確実な信心をもって本門の題目・南無妙法蓮華経を異口同音に唱え奉ることができたとき、その時こそ日本一国は広宣流布したと申し上げるべきことであると、思うのであります」と発言している。
この定義は、いわゆる正本堂問題と付随して起こった妙信講学会本部襲撃事件を機に、日蓮正宗における一つの判断基準を明示したものである。

### 創価学会
創価学会における広宣流布とは、上記『報恩抄』を引用して、「〔日蓮の〕根本精神〔である〕」としており、また日蓮正宗の考えから転じて、日蓮仏法ないしは日蓮の著述である『御書』（ごしょ）を根本とする学会の思想が全世界に広まった時を広宣流布の完結と規定する。
その手法について、池田大作は「広宣流布とは言論戦である」という指針を学会員に与え、機関紙『聖教新聞』『大白蓮華』の存在意義と関連付けている。

学会は2017年（平成29年）現在、世界192の国と地域に海外組織（SGI）を持っており、残っているのは特定の宗教以外が厳しく制限されているイスラム圏、中国、北朝鮮、ベトナムなどに限られている。なおかつそれらの地域に対しても名誉会長の池田を先頭とする対話が行われていることから、広宣流布は事実上完結していると取る向きもある。

学会では第6代会長原田稔が就任した2006年（平成18年）、池田が第一線を退いたいわば「ポスト池田」も視野に入れた広宣流布の新たなステージの始まりを宣言。当初は「学会新時代」としたが、翌2007年9月に「広布第二幕」（こうふだいにまく）と呼称を変えた。また、池田が外国訪問に乗り出してから50周年、SGI創立35周年となる2010年（平成22年）には海外組織も新たなステージに入ったとして「世界広布第二幕」の始まりを宣言。現在は「世界広布新時代」の言葉が盛んに使われている。なお、「広布第二章」という言葉は大石寺正本堂完成後の1973年（昭和48年）の時点で既に使われている。

### 冨士大石寺顕正会
冨士大石寺顕正会は、日本の「広宣流布」につき、上一人より下万民に至るまで、日本一同に日蓮を信じて南無妙法蓮華経と唱え奉る時と定義している。このため、天皇が顕正会に入会したときは、その時点で広宣流布の完結を宣言できるとも解釈する。
ちなみに、顕正会では「広布」と略することを原則として認めていない。
この定義は、「剰へ広宣流布の時は、日本一同に南無妙法蓮華経と唱へん事は大地を的とするなるべし」との日蓮が残した文書および大石寺歴代住職の以下の指南等に基づくものとされる。
- 第26世日寛：「終には上一人より下万民に至るまで、一同に他事を捨てて皆南無妙法蓮華経と唱うべし。順縁広布、何ぞ須く之を疑うべけんや。時を待つべきのみ」（『撰時抄愚記』）
- 第56世日応：「上一人より下万民に至るまで此の三大秘宝を持ち奉る時節あり、これを事の広宣流布という」（『御宝蔵説法本』）